# オーストラリアガマグチヨタカ
オーストラリアガマグチヨタカ（学名：Podargus strigoides）は、オーストラリアに生息するヨタカ目オーストラリアガマグチヨタカ科に分類される鳥類。
しばしばフクロウと勘違いされることがあり、ときおりオーストラリア人は会話の中でオーストラリアガマグチヨタカに対し、“Mopoke”や“Morepork”という単語を使用することもあるが、これらは実際にはミナミアオバズク(en)の別名である。ガマグチヨタカは猛禽類ではない。

## 分類
オーストラリアガマグチヨタカは1801年にイギリスの博物学者、ジョン・ラサム(en)によって最初に記載された。
小種名は古代ギリシア語で、フクロウを意味するstrixおよび、形を意味するeidosから取られている。
JarenやCinnamon Frogmouth（最近までチャイロガマグチヨタカの一亜種と考えられていた）とおなじ、オーストラリアガマグチヨタカ科に属す。
オーストラリアガマグチヨタカは鳥綱新顎下綱（フラミンゴ類、カッコー類、フクロウ類などが含まれる）ヨタカ目（ヨタカやアブラヨタカなどが含まれる）、オーストラリアガマグチヨタカ科の鳥類である。オーストラリアガマグチヨタカ科は始新世である約5600万年前に現れた。フクロウ類に近いが、ガマグチヨタカ類はヨタカ類やアブラヨタカ類により近縁である。

## 形態

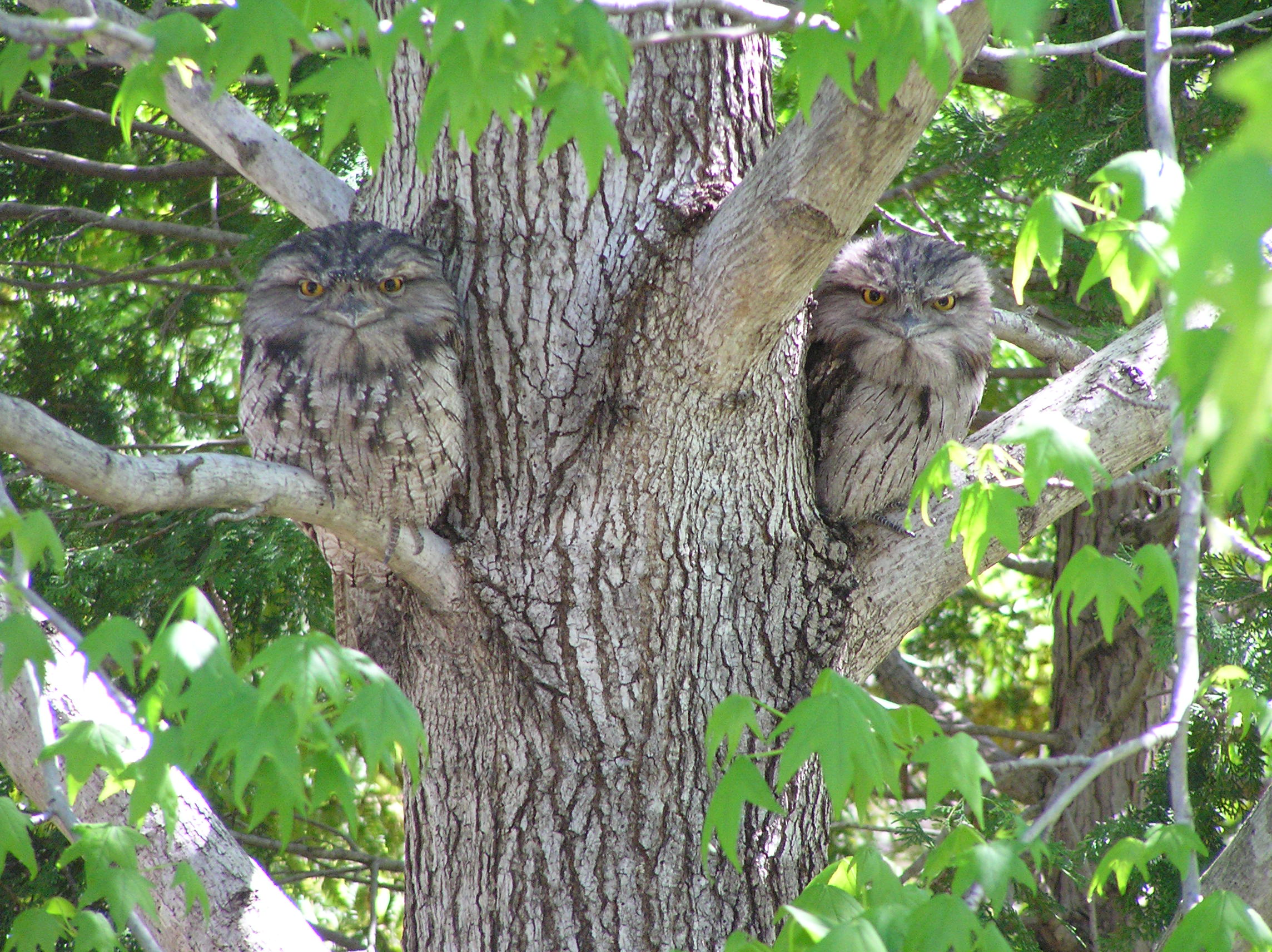
木の皮の構造、色に溶け込みカモフラージュするオーストラリアガマグチヨタカ。オーストラリア、ニューサウスウェールズ州、シドニーにて。

雌雄同型で全長35から50cm。虹彩は黄色、くちばしは幅広く、堅いひげのような羽がくちばしの上にはえている。木の枝の色や模様に擬態しており、擬態は直立した姿勢で全く動かず、あたかも木の一部のように見える。

## 分布
オーストラリア大陸、タスマニア、ニューギニア島南部

## 生態
くちばしではじけるような音を作り出し、反響するうなるような声で鳴く。
夜間に狩りを行い、日中は木の幹に近い枝や丸太などの上で休んでいる。
もっぱら昆虫食で、ときおりカエルやそのほかの小さな獲物を捕食する。狩りにはかぎ爪よりもくちばしの方を使用し、他の方法で狩りを行うフクロウ類とは違う。フクロウ類は夜間に飛びながら獲物を狩るが、オーストラリアガマグチヨタカは一般的に低い木の枝で動かないままで、獲物がくるのを待っている。くちばしで獲物を捕らえ、ときおり獲物をとまった場所から地上へ落とす。

### 繁殖
オーストラリアガマグチヨタカのつがいは、片方が死ぬまで維持される。繁殖期は8月から12月。毎年同じ巣を使用し、木の枝などで作られた不整然とした巣を、修繕しながら使用する。交尾の後、メスは緑色の葉を敷き詰めた巣の中に、2から3個の卵を産卵する。オスとメスの両方が、孵化するまでの約30日間交代で抱卵する。約25日で孵化し、幼鳥はすでに巣を去る準備が出来ており、自力で生活をする。

### 防御行動
脅威を感じた時、オーストラリアガマグチヨタカは目をほぼ閉じくちばしを上方に向け、防御することに対し、擬態に徹し、完全に静止する。

## フクロウとの違い
オーストラリアガマグチヨタカおよびフクロウ類は三前趾型である。つまり、指の一本が後ろを向き、他の三本が前を向いている。しかし、フクロウ類の脚は狩りを行うのに使用するために、オーストラリアガマグチヨタカの脚よりもより強力である。フクロウ類は、独特の自由に動かすことの出来る関節によって足の指を後ろに向けることができ、獲物をつかみやすくなっている。オーストラリアガマグチヨタカはくちばしを使用して狩りを行うので、脚力は弱い。フクロウ類はネズミなどの小型哺乳類を捕食するが、普段より小型の獲物を捕るオーストラリアガマグチヨタカの脚に比べ、フクロウ類の脚の骨は短く、強い。オーストラリアガマグチヨタカは獲物がやってくるのを待って狩りを行うが、フクロウ類は飛翔しながら狩りを行う。

## ギャラリー

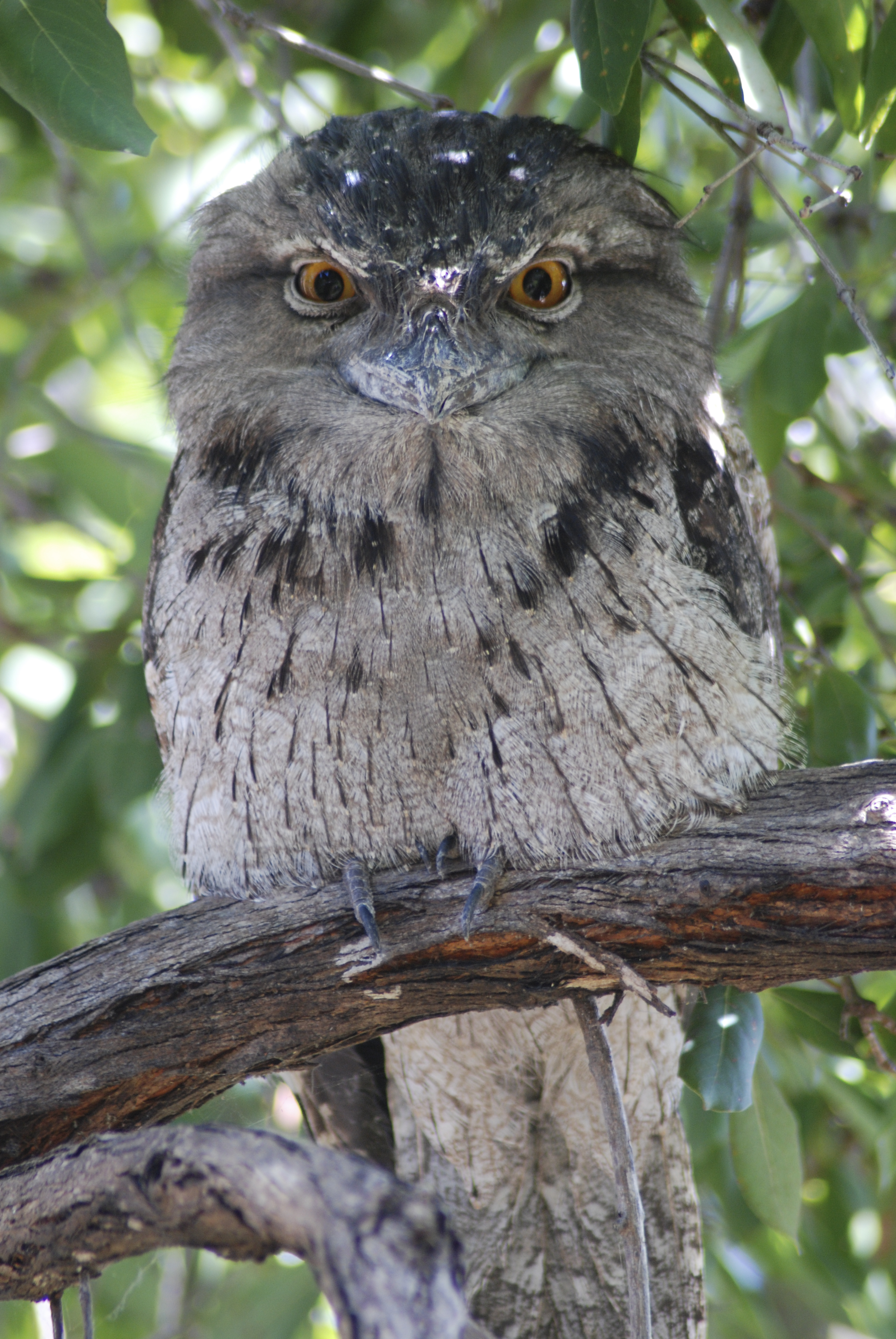
枝にとまっている
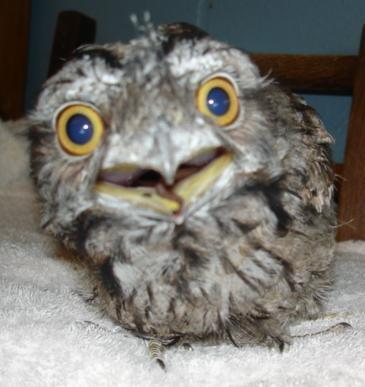
オーストラリアガマグチヨタカの大きな口
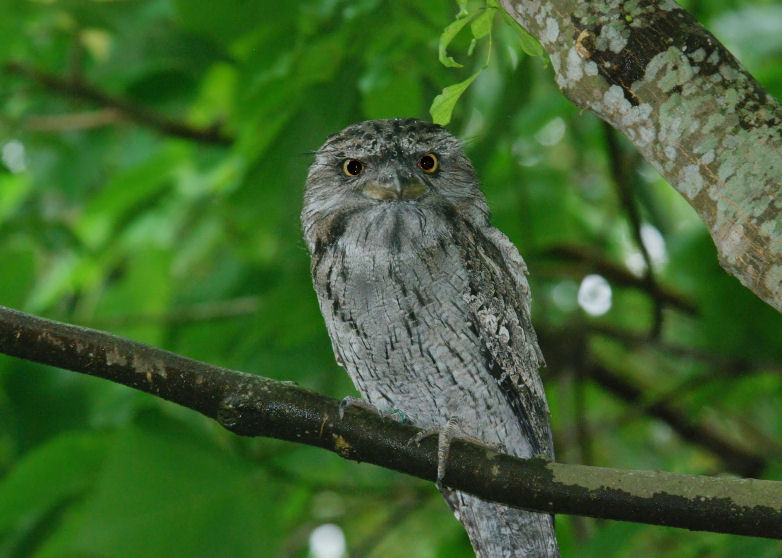
マイアミ動物園（en）
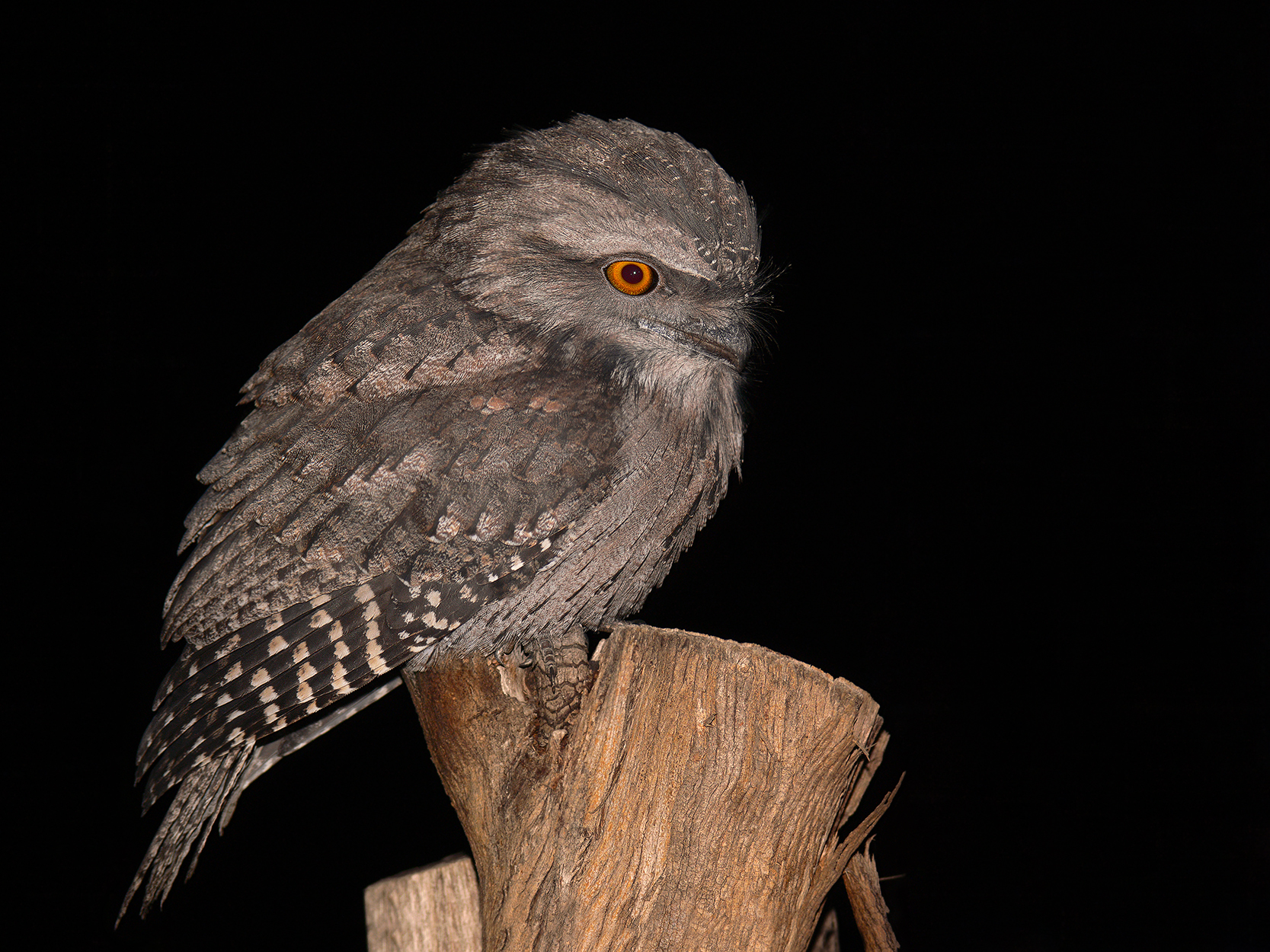
カラーバリエーションの一つ（Rufous Morph）

## 関連図書
- Kaplan, Gisela: Tawny Frogmouth, CSIRO Publishing, Collingwood, 2007, ISBN 9780643092396